# Flautim-da-amazônia
Flautim-da-amazônia (nome científico: Schiffornis amazonum) é uma espécie de ave da família dos titirídeos. É encontrada em países da América do Sul, como Brasil, Peru e Venezuela. Essa ave é considerada por alguns especialistas como uma subespécie de Schiffornis turdina.

## Etimologia
O nome científico "Schiffornis amazonum" presta homenagem ao cirurgião, anatomista e fisiologista alemão Prof. Dr. J. Moritz Schiff (1823-1896), com "Schiffornis" derivando do nome do homenageado e "amazonum" indicando sua origem na região amazônica da América do Sul. Em tradução livre, significa "Pássaro amazônico de Schiff."

## Descrição
O Flautim-da-amazônia tem um comprimento médio entre 15,5 e 16,5 centímetros e peso variando de 31 a 34 gramas, além de exibir uma coloração verde-oliva acastanhada, sendo a porção inferior ligeiramente mais clara que a dorsal. O dorso e as coberturas das asas apresentam manchas acastanhadas distintas. Seus grandes olhos escuros e castanhos conferem um olhar peculiar, enquanto o bico, tarsos e pés exibem uma tonalidade escuro-cinza azulada.

## Dieta
A dieta da espécie é composta por frutas, sementes e artrópodes, estes últimos frequentemente capturados em voos curtos, forrageando solitariamente a altitudes de até 2 metros do solo.

## Reprodução
O ninho do Flautim-da-amazônia é uma taça volumosa, geralmente construída com folhas secas e esqueletos de folhas, forrada com micélios de fungos. A construção ocorre, em sua maioria, em palmeiras espinhosas ou epífitas, a aproximadamente um metro do solo. A fêmea é responsável pela construção do ninho, normalmente localizado no oco de um tronco quebrado. Cada postura compreende dois ovos amarelados com manchas escuras, pretas, marrons ou lilás, formando frequentemente um anel na base rombuda do ovo. O período de incubação é de três semanas.

## Hábitos
Esta espécie habita o sub-bosque das florestas de terra firme e savanas, preferencialmente em áreas com solos arenosos, como campinas e campinaranas.

## Distribuição geográfica
O Flautim-da-amazônia é encontrado na parte ocidental da Amazônia, abrangendo a região ao sul e oeste do rio Negro, e a oeste do rio Madeira, incluindo os estados do Amazonas (AM), Rondônia (RO), e Acre (AC), além de se estender aos países vizinhos Colômbia, Peru e Equador.